# Khaled El-Ali El-Rifai
Khaled El-Ali El-Rifai (arab. خالد العلي الرفاعي; ur. 9 sierpnia 1955) – syryjski zapaśnik walczący w stylu wolnym. Olimpijczyk z Moskwy 1980, gdzie odpadł w eliminacjach w kategorii 48 kg. 
Piąty na igrzyskach azjatyckich w 1982. Brązowy medalista igrzysk śródziemnomorskich w 1987. Triumfator igrzyskach panarabskich w 1985 roku.

## Turniej wMoskwie 1980
| Konkurencja      | Walki                  | Walki                        | Klas. końcowa         |
| Konkurencja      | Przeciwnik I           | Przeciwnik II                | Miejsce               |
| ---------------- | ---------------------- | ---------------------------- | --------------------- |
| styl wolny 48 kg | Rumen Jordanow (BUL) L | Siergiej Korniłajew (ZSRR) L | odpadł w eliminacjach |